# Devon Gearhart
Devon Gearhart  (Atlanta, Georgia, 5 de mayo de 1995) es un actor estadounidense.

## Primeros años
Gearhart nació y se crio en Atlanta, Georgia, y comenzó su carrera de actuación a los 7 años , haciendo comerciales con Burger King, Public Broadcasting Service, Pizza Hut y Cartoon Network. El debut de Gearhart en el cine vino en 2004 cuando consiguió el papel del Joven Bobby en Bobby Jones: Stroke of Genius. Actualmente vive en Los Ángeles California.

## Carrera
Gearhart apareció en las películas de televisión La Historia de Brooke Ellison dirigida por Christopher Reeve y Warm Springs, interpretando al hijo de Delano Roosevelt.
Gearhart consiguió papeles en dos películas independientes. La primera película fue Canvas (2006), en la que protagonizó junto a  Marcia Gay Harden y Joe Pantoliano. La segunda fue Dog Days of Summer, en la cual protagoniza junto a Will Patton y Colin Ford. Más temprano en 2005 Gearhart protagonizó como Jake en la producción Life Is My Movie.
Gearhart interpretó al hijo de Naomi Watts y Tim Roth en Funny Games dirigida por Michael Haneke, la cual se estrenó en el 2008.  También apareció en El sustituto de Clint Eastwood.
En 2009, apareció en la película de Robert Rodríguez, Shorts. Además ha aparecido en programa de televisión incluyendo  Lost y La Ley y el Orden: Unidad de Víctimas Especiales.

## Filmografía
| Año  | Película                      | Papel                | Notas |
| ---- | ----------------------------- | -------------------- | ----- |
| 2004 | Bobby Jones: Stroke of Genius | Joven Bobby          |       |
| 2004 | La Historia de Brooke Ellison | Reed Ellison Joven   |       |
| 2005 | Warm Springs                  | Elliott Roosevelt    |       |
| 2005 | Little Men                    | Jake                 |       |
| 2006 | Canvas                        | Chris Marino         |       |
| 2008 | Funny Games                   | Georgie              |       |
| 2008 | El sustituto                  | Mike Spencer         |       |
| 2008 | Dog Days of Summer            | Phillip Walden       |       |
| 2009 | Shorts                        | Colbert "Cole" Black |       |
| 2013 | The Power of Few              | Cory                 |       |
| 2013 | The Wait                      | Ian                  |       |

## Televisión
| Año  | programa                                         | Papel         | Notas                            |
| ---- | ------------------------------------------------ | ------------- | -------------------------------- |
| 2009 | Lost                                             | Joven Ethan   | Episodio: "Dead is Dead"         |
| 2010 | La Ley y el Orden: Unidad de Víctimas Especiales | Micah Holbart | Episodio: "Merchandise"          |
| 2015 | Mentes Criminales                                | Ezra Warren   | Episodio: "A Place at the Table" |